# Bédarrides
Bédarrides – miejscowość i gmina we Francji, w regionie Prowansja-Alpy-Lazurowe Wybrzeże, w departamencie Vaucluse.
Według danych na rok 1990 gminę zamieszkiwało 4816 osób, a gęstość zaludnienia wynosiła 194 osoby/km² (wśród 963 gmin regionu Prowansja-Alpy-W. Lazurowe Bédarrides plasuje się na 139. miejscu pod względem liczby ludności, natomiast pod względem powierzchni na miejscu 412.).